# Hemdhalter
Hemdhalter (engl. auch „shirt stays“ oder „shirt garters“) sind Bänder, die sowohl an einem Oberbekleidungsstück als auch an den Socken befestigt werden. Sie bewirken, dass das Oberbekleidungsstück nicht aus der Hose rutschen kann und gleichzeitig die Socken nicht herunterrutschen.

## Entstehung
Hemdhalter gibt es bereits seit über 100 Jahren. Hemdhalter wurden vom US-Militär entwickelt, um bei Paradeuniformen, bei denen klassischerweise Hemden getragen werden, das Herausrutschen dieser zu verhindern. Dies war notwendig, da die Soldaten bei Zeremonien ständig in Bewegung waren aber zugleich auch angemessen gekleidet sein sollten.

## Verbreitung
Hemdhalter sind überwiegend in den USA unter der Bezeichnung „shirt stays“ oder auch „shirt garters“ verbreitet. Im deutschsprachigen Raum wird diese Bezeichnung daher häufig übernommen. Auch wenn Hemdhalter ursprünglich für den militärischen Bereich entwickelt wurden, werden diese heute überwiegend im zivilen Bereich genutzt. Hemdhalter werden dabei vorwiegend von Männern getragen, die aus beruflichen Gründen Anzüge tragen, wie beispielsweise Juristen, Politiker oder Kellner. Aber auch im militärischen Bereich werden Hemdhalter heutzutage noch regelmäßig getragen. Der Verbreitungsgrad in Europa ist dabei deutlich niedriger als in den USA.

## Varianten
Bei traditionellen Hemdhaltern befindet sich am unteren und oberen Ende des elastischen Bandes eine Öse und ein Knopf. Zur Befestigung wird der Knopf unter das Oberbekleidungsstück bzw. die Socke geschoben und dann die Öse so darüber gelegt, dass der Abschluss zwischen Knopf und Öse liegt und sich der Knopf in der großen Öffnung der Öse befindet. Dann wird die Öse zurückgezogen, so dass der Knopf einrastet.
Bei anderen Varianten wird statt der Kombination von Knopf und Öse auch eine gewöhnliche Klammer verwendet, die einfach an Oberbekleidungsstück oder Socke angeklipst wird. Seltener sind Varianten, in denen anstelle eines Verschlusses an der Socke eine Lasche verwendet, in die der Fuß hineingesteckt wird. Dadurch, dass die Schuhe über die Lasche getragen werden, kann diese nicht verrutschen. Bei dieser Variation der Hemdhalter wird der Effekt der Straffung der Socken nicht erzielt.